# Nzoia United
El Nzoia Sugar  es un equipo de fútbol de Kenia que milita en la Liga keniana de fútbol, la liga de fútbol más importante del país.

## Historia
Fue fundado en el año 1982 en la ciudad de Bungame con el nombre Nzoia Sugar FC y debutaron en la Primera División de Kenia. Su nombre se debe a la compañía Nzoia Sugar, la cual se dedica a la producción y distribución de azúcar. 
Su primer logro fue ascender por primera vez a la Liga Keniana de Fútbol en 1986, en la cual terminaron en la 12.ª posición entre 20 equipos. Pasaron varios años en la máxima categoría hasta que en la temporada 2002/03 cuando ganaron su primer título de liga, aunque posteriormente la Federación de Fútbol de Kenia les quitó el título debido a que se unieron al boicot de la liga en la que formaron parte 6 equipos de 8 que disputaban el campeonato, con lo que eran considerados por la federación como un equipo rebelde.

### Desaparición
Un año más tarde, el club comenzó a reportar problemas financieros que le impedían continuar existiendo, provocando que sus jugadores abandonaran el club y buscaran mejores opciones.

### Resurrección
En el año 2011, la compañía Nzoia Sugar decidió revivir al club, con lo que la ciudad de Bungoma volvía a tener un equipo de fútbol por iniciativa del presidente de la Nzoia Sugar Boniface Otsyula y debutando en la Primera División de Kenia con el objetivo de regresar a la máxima categoría, aunque su retorno lo hicieron con el nombre Nzoia FC, aunque más adelante lo cambiaron por Nzoia United.
En 2016 pasan a llamarse Nzoia Sugar, mismo año en el que logran el título de la Superliga de Kenia y regresan a la primera división.

## Palmarés
- Liga Keniana de Fútbol: 1

2002/03
- Superliga de Kenia: 1

2016

## Participación en competiciones de la CAF
| Temporada | Torneo                      | Ronda      | Club       | Casa | Visita | Global      |
| --------- | --------------------------- | ---------- | ---------- | ---- | ------ | ----------- |
| 2003      | Liga de Campeones de la CAF | Preliminar | Red Sea FC | 2-0  | 0-2    | 2-2 (4-3 p) |
| 2003      | Liga de Campeones de la CAF | 1          | Zamalek SC | 1-4  | 0-3    | 1-7         |